# FIBA AmeriCup Sub-18 de 2024
La FIBA AmeriCup Sub-18 de 2024 fue la decimotercera edición del torneo de baloncesto organizado por FIBA Américas para selecciones menores de 18 años. Se realizó en la ciudad de Buenos Aires (Argentina), del 3 al 9 de junio de 2024 y entregó cuatro plazas al Mundial de Baloncesto Sub-19 de 2025 a desarrollarse en Lausana (Suiza). La FIBA anunció que la sede del torneo sería en Buenos Aires el 9 de abril de 2024. Fue la tercera ocasión en que el evento tuvo lugar en suelo argentino, después de las ediciones de Santa Rosa-General Pico 1994 y Formosa 2008.
El campeón de la competencia fue el seleccionado de Estados Unidos, que derrotó al local Argentina por 110-70 en la final, para alzarse con su séptimo título consecutivo de once totales. Por el tercer puesto, Canadá se impuso a la selección de la República Dominicana por 89-67. Estos cuatro equipos obtuvieron cada uno el pasaje al Mundial Sub-19 de 2025.

## Equipos participantes
Los equipos participantes y sus respectivos grupos se definieron el 1 de mayo de 2024.
América del Norte
- Canadá
- Estados Unidos

América Central y Caribe
Clasificaron los tres mejores equipos del Centrobasket Sub-17 de 2023 disputado en Ciudad de Belice (Belice).
- Belice
- Puerto Rico
- República Dominicana

América del Sur
Clasificaron los tres mejores equipos del Campeonato Sudamericano de Baloncesto Sub-17 de 2023 disputado en Valledupar (Colombia).
- Argentina (anfitrión)
- Brasil
- Venezuela

### Grupos
El sorteo de los grupos se llevó a cabo en la sede de FIBA Américas de la ciudad de Miami, Estados Unidos.
| Grupo A                                           | Grupo B                                |
| ------------------------------------------------- | -------------------------------------- |
| Canadá Puerto Rico República Dominicana Venezuela | Argentina Belice Brasil Estados Unidos |

## Fase de grupos
Todos los horarios corresponden al huso horario local (UTC-3).

### Grupo A
| Pos. | Equipo               | PJ | G | P | PF  | PC  | DP  | Pts |
| ---- | -------------------- | -- | - | - | --- | --- | --- | --- |
| 1    | República Dominicana | 3  | 3 | 0 | 241 | 192 | +49 | 6   |
| 2    | Canadá               | 3  | 2 | 1 | 259 | 186 | +73 | 5   |
| 3    | Venezuela            | 3  | 1 | 2 | 196 | 257 | −61 | 4   |
| 4    | Puerto Rico          | 3  | 0 | 3 | 175 | 236 | −61 | 3   |

 Fuente: FIBA
Criterios de clasificación: 1) Puntos; 2) Resultados cara a cara; 3) Diferencia de puntos; 4) Puntos anotados.
Fecha 1
| 3 de junio | Venezuela                                             | 80–69                                 | Puerto Rico                                                     | Buenos Aires                                                                              |  |
| 12:40      | Parciales: 23-20, 15-12, 22-21, 20-16                 | Parciales: 23-20, 15-12, 22-21, 20-16 | Parciales: 23-20, 15-12, 22-21, 20-16                           |                                                                                           |  |
|            | Estadísticas J. Márquez 24 J. Márquez 9 D. Sulbarán 7 | Reporte Pts Reb Asts                  | Estadísticas 17 A. Avilés 12 A. Avilés 4 A. Avilés, F. Quiñones | Pabellón: Estadio Obras Sanitarias Árbitros: Fernando Leite Orlando Varela Franco Anselmo |  |

| 3 de junio | Canadá                                                      | 77–79                                              | República Dominicana                                 | Buenos Aires                                                                               |  |
| 15:10      | Parciales: 13-15, 22-15, 18-13, 16-26 (T.E.: 8-10)          | Parciales: 13-15, 22-15, 18-13, 16-26 (T.E.: 8-10) | Parciales: 13-15, 22-15, 18-13, 16-26 (T.E.: 8-10)   |                                                                                            |  |
|            | Estadísticas T. Beckford 12 T. Beckford 10 Tres jugadores 5 | Reporte Pts Reb Asts                               | Estadísticas 19 L. Morillo 9 F. Siaca 9 D. Carbuccia | Pabellón: Estadio Obras Sanitarias Árbitros: Alan dos Santos Ryan Johnson Gastón Rodríguez |  |

Fecha 2
| 4 de junio | Puerto Rico                                         | 54–93                                | Canadá                                      | Buenos Aires                                                                              |  |
| 12:40      | Parciales: 15-26, 18-33, 15-21, 6-13                | Parciales: 15-26, 18-33, 15-21, 6-13 | Parciales: 15-26, 18-33, 15-21, 6-13        |                                                                                           |  |
|            | Estadísticas A. Avilés 11 A. Avilés 7 F. Quiñones 6 | Reporte Pts Reb Asts                 | Estadísticas 18 M. Dann 9 O. Rioux 7 T. Lee | Pabellón: Estadio Obras Sanitarias Árbitros: Alan dos Santos Yezid Carreño Franco Anselmo |  |

| 4 de junio | República Dominicana                                         | 99–63                                | Venezuela                                            | Buenos Aires                                                                             |  |
| 15:10      | Parciales: 22-16, 22-21, 29-20, 26-6                         | Parciales: 22-16, 22-21, 29-20, 26-6 | Parciales: 22-16, 22-21, 29-20, 26-6                 |                                                                                          |  |
|            | Estadísticas L. Morillo 24 F. de los Santos 6 D. Carbuccia 7 | Reporte Pts Reb Asts                 | Estadísticas 22 J. Márquez 7 E. Vargas 5 D. Sulbarán | Pabellón: Estadio Obras Sanitarias Árbitros: Fernando Leite Ryan Johnson Juan Valenzuela |  |

Fecha 3
| 5 de junio | Venezuela                                                          | 53–89                                | Canadá                                           | Buenos Aires                                                                             |  |
| 12:40      | Parciales: 17-23, 10-28, 9-23, 17-15                               | Parciales: 17-23, 10-28, 9-23, 17-15 | Parciales: 17-23, 10-28, 9-23, 17-15             |                                                                                          |  |
|            | Estadísticas A. Reyes, E. Vargas 11 Tres jugadores 6 Y. González 4 | Reporte Pts Reb Asts                 | Estadísticas 17 T. Beckford 9 S. Ahrens 6 T. Lee | Pabellón: Estadio Obras Sanitarias Árbitros: Ryan Johnson Alan dos Santos Franco Anselmo |  |

| 5 de junio | República Dominicana                                                    | 63–52                                 | Puerto Rico                                         | Buenos Aires                                                                                |  |
| 15:10      | Parciales: 19-11, 15-11, 14-11, 15-19                                   | Parciales: 19-11, 15-11, 14-11, 15-19 | Parciales: 19-11, 15-11, 14-11, 15-19               |                                                                                             |  |
|            | Estadísticas F. de los Santos, A. Brito 14 L. Morillo 12 D. Carbuccia 6 | Reporte Pts Reb Asts                  | Estadísticas 15 I. Brown 15 A. Avilés 3 F. Quiñones | Pabellón: Estadio Obras Sanitarias Árbitros: Fernando Leite Orlando Varela Gastón Rodríguez |  |

### Grupo B
| Pos. | Equipo         | PJ | G | P | PF  | PC  | DP   | Pts |
| ---- | -------------- | -- | - | - | --- | --- | ---- | --- |
| 1    | Estados Unidos | 3  | 3 | 0 | 326 | 177 | +149 | 6   |
| 2    | Argentina (H)  | 3  | 1 | 2 | 241 | 235 | +6   | 4   |
| 3    | Brasil         | 3  | 1 | 2 | 233 | 260 | −27  | 4   |
| 4    | Belice         | 3  | 1 | 2 | 233 | 361 | −128 | 4   |

 Fuente: FIBA
Criterios de clasificación: 1) Puntos; 2) Resultados cara a cara; 3) Diferencia de puntos; 4) Puntos anotados.
Notas:
1. 1 2 3  Resultados cara a cara: Argentina 1-1 (3 Pts), +28 DP; Brasil 1-1 (3 Pts), +4 DP; Belice 1-1 (3 Pts), -32 DP

Fecha 1
| 3 de junio | Belice                                              | 106–102                               | Brasil                                                      | Buenos Aires                                                                                   |  |
| 17:40      | Parciales: 24-23, 29-24, 30-27, 23-28               | Parciales: 24-23, 29-24, 30-27, 23-28 | Parciales: 24-23, 29-24, 30-27, 23-28                       |                                                                                                |  |
|            | Estadísticas J. Moseley 31 D. Langford 9 D. Moody 4 | Reporte Pts Reb Asts                  | Estadísticas 19 N. Kemm 11 E. Borio 8 E. Borio, M. Monteiro | Pabellón: Estadio Obras Sanitarias Árbitros: Carmelo de la Rosa Samuel Hidalgo Juan Valenzuela |  |

| 3 de junio | Argentina                                       | 66–88                                 | Estados Unidos                                        | Buenos Aires                                                                       |  |
| 20:10      | Parciales: 13-19, 18-25, 22-18, 13-26           | Parciales: 13-19, 18-25, 22-18, 13-26 | Parciales: 13-19, 18-25, 22-18, 13-26                 |                                                                                    |  |
|            | Estadísticas T. Kropp 15 T. Kropp 9 B. Farías 5 | Reporte Pts Reb Asts                  | Estadísticas 22 D. Acuff 10 D. Jacobsen 4 J. McKenney | Pabellón: Estadio Obras Sanitarias Árbitros: Kristian Páez Yezid Carreño Kevin Lei |  |

Fecha 2
| 4 de junio | Estados Unidos                                    | 150–54                               | Belice                                                        | Buenos Aires                                                                         |  |
| 17:40      | Parciales: 39-15, 35-9, 37-15, 39-15              | Parciales: 39-15, 35-9, 37-15, 39-15 | Parciales: 39-15, 35-9, 37-15, 39-15                          |                                                                                      |  |
|            | Estadísticas D. Acuff 23 M. Johnson 15 J. Fears 6 | Reporte Pts Reb Asts                 | Estadísticas 12 I. Parham 8 J. Moseley 3 W. Dawson, I. Parham | Pabellón: Estadio Obras Sanitarias Árbitros: Orlando Varela Kevin Lei Samuel Hidalgo |  |

| 4 de junio | Brasil                                             | 74–66                                 | Argentina                                          | Buenos Aires                                                                                   |  |
| 20:10      | Parciales: 17-22, 15-11, 18-13, 24-20              | Parciales: 17-22, 15-11, 18-13, 24-20 | Parciales: 17-22, 15-11, 18-13, 24-20              |                                                                                                |  |
|            | Estadísticas P. Perna 21 E. Borio 12 M. Monteiro 5 | Reporte Pts Reb Asts                  | Estadísticas 26 T. Kropp 13 T. Kropp 5 T. Sucatzky | Pabellón: Estadio Obras Sanitarias Árbitros: Kristian Páez Carmelo de la Rosa Gastón Rodríguez |  |

Fecha 3
| 5 de junio | Brasil                                               | 57–88                                | Estados Unidos                                                     | Buenos Aires                                                                            |  |
| 17:40      | Parciales: 19-19, 14-31, 17-18, 7-20                 | Parciales: 19-19, 14-31, 17-18, 7-20 | Parciales: 19-19, 14-31, 17-18, 7-20                               |                                                                                         |  |
|            | Estadísticas P. Perna 10 G. Ferreira 7 M. Monteiro 5 | Reporte Pts Reb Asts                 | Estadísticas 12 J. Johnson, J. McKenney 9 M. Johnson 5 N. Khamenia | Pabellón: Estadio Obras Sanitarias Árbitros: Kristian Páez Yezid Carreño Samuel Hidalgo |  |

| 5 de junio | Argentina                                                     | 109–73                                | Belice                                                            | Buenos Aires                                                                              |  |
| 20:10      | Parciales: 23-23, 34-19, 32-21, 20-10                         | Parciales: 23-23, 34-19, 32-21, 20-10 | Parciales: 23-23, 34-19, 32-21, 20-10                             |                                                                                           |  |
|            | Estadísticas T. Kropp 30 T. Kropp, F. Minzer 14 T. Sucatzky 8 | Reporte Pts Reb Asts                  | Estadísticas 23 J. Moseley 12 D. Langford 3 W. Dawson, J. Moseley | Pabellón: Estadio Obras Sanitarias Árbitros: Carmelo de la Rosa Kevin Lei Juan Valenzuela |  |

## Fase final

### Cuadro de finales
|  | Partido 5.º puesto | Partido 5.º puesto |                |        | Semifinales 5.º-8.º | Semifinales 5.º-8.º |               |            | Cuartos de final | Cuartos de final |        |               | Semifinales        | Semifinales        |  |  | Final      | Final      |
|  |                    |                    |                |        |                     |                     |               |            |                  |                  |        |               |                    |                    |  |  |            |            |
|  |                    |                    |                |        |                     |                     |               |            | 7 de junio       |                  |        |               |                    |                    |  |  |            |            |
|  |                    |                    |                |        |                     |                     |               |            |                  |                  |        |               |                    |                    |  |  |            |            |
|  | 9 de junio         | 9 de junio         |                |        | 8 de junio          | 8 de junio          |               |            | R. Dominicana    | 79               |        |               | 8 de junio         | 8 de junio         |  |  | 9 de junio | 9 de junio |
|  | 9 de junio         | 9 de junio         |                |        | 8 de junio          | 8 de junio          |               |            | R. Dominicana    | 79               |        |               | 8 de junio         | 8 de junio         |  |  | 9 de junio | 9 de junio |
|  | 9 de junio         | 9 de junio         |                |        | 8 de junio          | 8 de junio          | Belice        | 69         |                  |                  |        |               | 8 de junio         | 8 de junio         |  |  | 9 de junio | 9 de junio |
|  | 9 de junio         | 9 de junio         |                | Belice | 80                  |                     | Belice        | 69         |                  |                  |        | R. Dominicana | 66                 |                    |  |  | 9 de junio | 9 de junio |
|  | 9 de junio         | 9 de junio         | 7 de junio     | Belice | 80                  |                     |               |            |                  |                  |        | R. Dominicana | 66                 |                    |  |  | 9 de junio | 9 de junio |
|  | 9 de junio         | 9 de junio         |                |        | Venezuela           | 87                  |               |            | Argentina        | 75               |        |               |                    |                    |  |  | 9 de junio | 9 de junio |
|  | 9 de junio         | 9 de junio         | Argentina      | 79     | Venezuela           | 87                  |               |            | Argentina        | 75               |        |               |                    |                    |  |  | 9 de junio | 9 de junio |
|  | 9 de junio         | 9 de junio         | Argentina      | 79     |                     |                     |               |            |                  |                  |        |               |                    |                    |  |  | 9 de junio | 9 de junio |
|  | 9 de junio         | 9 de junio         |                |        | Venezuela           | 75                  |               |            |                  |                  |        |               |                    |                    |  |  | 9 de junio | 9 de junio |
|  | Venezuela          | 64                 |                |        | Venezuela           | 75                  | Argentina     | 70         |                  |                  |        |               |                    |                    |  |  |            |            |
|  | Venezuela          | 64                 | 7 de junio     |        |                     |                     | Argentina     | 70         |                  |                  |        |               |                    |                    |  |  |            |            |
|  | Brasil             | 66                 |                |        | Estados Unidos      | 110                 |               |            |                  |                  |        |               |                    |                    |  |  |            |            |
|  | Brasil             | 66                 | Canadá         | 72     | Estados Unidos      | 110                 |               |            |                  |                  |        |               |                    |                    |  |  |            |            |
|  |                    |                    | Canadá         | 72     | 8 de junio          | 8 de junio          | 8 de junio    | 8 de junio |                  |                  |        |               |                    |                    |  |  |            |            |
|  |                    |                    | Brasil         | 68     | 8 de junio          | 8 de junio          | 8 de junio    | 8 de junio |                  |                  |        |               |                    |                    |  |  |            |            |
|  | Partido 7.º puesto | Partido 7.º puesto | Brasil         | 68     | Brasil              | 71                  |               |            |                  |                  | Canadá | 69            | Partido 3.º puesto | Partido 3.º puesto |  |  |            |            |
|  | Partido 7.º puesto | Partido 7.º puesto | 7 de junio     |        | Brasil              | 71                  |               |            |                  |                  | Canadá | 69            | Partido 3.º puesto | Partido 3.º puesto |  |  |            |            |
|  | 9 de junio         | 9 de junio         |                |        | Puerto Rico         | 57                  |               |            | Estados Unidos   | 107              |        |               | 9 de junio         | 9 de junio         |  |  |            |            |
|  | Belice             | 51                 | Estados Unidos | 98     | Puerto Rico         | 57                  | R. Dominicana | 67         | Estados Unidos   | 107              |        |               |                    |                    |  |  |            |            |
|  | Belice             | 51                 | Estados Unidos | 98     |                     |                     | R. Dominicana | 67         |                  |                  |        |               |                    |                    |  |  |            |            |
|  | Puerto Rico        | 79                 |                |        | Puerto Rico         | 66                  |               |            | Canadá           | 89               |        |               |                    |                    |  |  |            |            |

#### Cuartos de final
| 7 de junio | Estados Unidos                                       | 98–66                                 | Puerto Rico                                      | Buenos Aires                                                                               |  |
| 12:40      | Parciales: 20-23, 26-16, 25-14, 27-13                | Parciales: 20-23, 26-16, 25-14, 27-13 | Parciales: 20-23, 26-16, 25-14, 27-13            |                                                                                            |  |
|            | Estadísticas J. McKenney 17 M. Johnson 17 M. Brown 6 | Reporte Pts Reb Asts                  | Estadísticas 22 B. Lee 10 A. López 6 F. Quiñones | Pabellón: Estadio Obras Sanitarias Árbitros: Alan dos Santos Yezid Carreño Juan Valenzuela |  |

| 7 de junio | República Dominicana                                    | 79–69                                 | Belice                                               | Buenos Aires                                                                                |  |
| 15:10      | Parciales: 12-11, 22-23, 20-20, 25-15                   | Parciales: 12-11, 22-23, 20-20, 25-15 | Parciales: 12-11, 22-23, 20-20, 25-15                |                                                                                             |  |
|            | Estadísticas L. Morillo 20 L. Morillo 16 D. Carbuccia 5 | Reporte Pts Reb Asts                  | Estadísticas 25 J. Moseley 13 J. Moseley 3 I. Parham | Pabellón: Estadio Obras Sanitarias Árbitros: Fernando Leite Orlando Varela Gastón Rodríguez |  |

| 7 de junio | Canadá                                          | 72–68                                | Brasil                                              | Buenos Aires                                                                                |  |
| 17:40      | Parciales: 15-5, 25-28, 15-20, 17-15            | Parciales: 15-5, 25-28, 15-20, 17-15 | Parciales: 15-5, 25-28, 15-20, 17-15                |                                                                                             |  |
|            | Estadísticas J. Pitt 17 J. Pitt 11 J. Haseley 8 | Reporte Pts Reb Asts                 | Estadísticas 11 P. Pastre 9 G. Guimarães 5 P. Perna | Pabellón: Estadio Obras Sanitarias Árbitros: Carmelo de la Rosa Ryan Johnson Franco Anselmo |  |

| 7 de junio | Argentina                                         | 79–75                                 | Venezuela                                             | Buenos Aires                                                                        |  |
| 20:10      | Parciales: 15-21, 26-13, 19-15, 19-26             | Parciales: 15-21, 26-13, 19-15, 19-26 | Parciales: 15-21, 26-13, 19-15, 19-26                 |                                                                                     |  |
|            | Estadísticas T. Kropp 22 F. Minzer 15 B. Farías 6 | Reporte Pts Reb Asts                  | Estadísticas 24 J. Márquez 8 J. Márquez 7 Y. González | Pabellón: Estadio Obras Sanitarias Árbitros: Kristian Páez Kevin Lei Samuel Hidalgo |  |

#### Semifinales del 5.º-8.º puesto
| 8 de junio | Brasil                                                               | 71–57                                 | Puerto Rico                                                 | Buenos Aires                                                                              |  |
| 12:40      | Parciales: 16-12, 19-12, 16-19, 20-14                                | Parciales: 16-12, 19-12, 16-19, 20-14 | Parciales: 16-12, 19-12, 16-19, 20-14                       |                                                                                           |  |
|            | Estadísticas M. Vázquez 20 M. Vázquez 7 M. Monteiro, T. dos Santos 4 | Reporte Pts Reb Asts                  | Estadísticas 21 I. Brown 8 I. Medina, A. Avilés 7 C. Torres | Pabellón: Estadio Obras Sanitarias Árbitros: Kristian Páez Franco Anselmo Juan Valenzuela |  |

| 8 de junio | Belice                                                | 80–87                                              | Venezuela                                           | Buenos Aires                                                                       |  |
| 15:10      | Parciales: 23-16, 22-19, 15-14, 8-19 (T.E.: 12-19)    | Parciales: 23-16, 22-19, 15-14, 8-19 (T.E.: 12-19) | Parciales: 23-16, 22-19, 15-14, 8-19 (T.E.: 12-19)  |                                                                                    |  |
|            | Estadísticas J. Moseley 31 D. Langford 11 I. Parham 6 | Reporte Pts Reb Asts                               | Estadísticas 32 J. Márquez 15 J. Centeno 6 A. Reyes | Pabellón: Estadio Obras Sanitarias Árbitros: Kevin Lei Ryan Johnson Samuel Hidalgo |  |

#### Semifinales
| 8 de junio | Canadá                                                         | 69–107                                | Estados Unidos                                         | Buenos Aires                                                                             |  |
| 17:40      | Parciales: 14-27, 17-30, 23-19, 15-31                          | Parciales: 14-27, 17-30, 23-19, 15-31 | Parciales: 14-27, 17-30, 23-19, 15-31                  |                                                                                          |  |
|            | Estadísticas S. Ahrens 13 O. Rioux, T. Beckford 6 J. Haseley 4 | Reporte Pts Reb Asts                  | Estadísticas 12 Cuatro jugadores 10 D. Reid 5 M. Brown | Pabellón: Estadio Obras Sanitarias Árbitros: Fernando Leite Orlando Varela Yezid Carreño |  |

| 8 de junio | República Dominicana                                     | 66–75                                 | Argentina                                          | Buenos Aires                                                                                     |  |
| 20:10      | Parciales: 20-15, 13-18, 12-18, 21-24                    | Parciales: 20-15, 13-18, 12-18, 21-24 | Parciales: 20-15, 13-18, 12-18, 21-24              |                                                                                                  |  |
|            | Estadísticas D. Carbuccia 28 L. Morillo 6 D. Carbuccia 7 | Reporte Pts Reb Asts                  | Estadísticas 19 T. Kropp 14 T. Kropp 8 T. Sucatzky | Pabellón: Estadio Obras Sanitarias Árbitros: Carmelo de la Rosa Alan dos Santos Gastón Rodríguez |  |

#### Partido por el 7.º puesto
| 9 de junio | Belice                                              | 51–79                                 | Puerto Rico                                       | Buenos Aires                                                                             |  |
| 12:40      | Parciales: 12-21, 17-15, 11-21, 11-22               | Parciales: 12-21, 17-15, 11-21, 11-22 | Parciales: 12-21, 17-15, 11-21, 11-22             |                                                                                          |  |
|            | Estadísticas D. Moody 12 D. Langford 14 E. Favela 2 | Reporte Pts Reb Asts                  | Estadísticas 18 A. Avilés 14 I. Medina 9 A. López | Pabellón: Estadio Obras Sanitarias Árbitros: Orlando Varela Yezid Carreño Franco Anselmo |  |

#### Partido por el 5.º puesto
| 9 de junio | Venezuela                                           | 64–66                                 | Brasil                                                          | Buenos Aires                                                                                 |  |
| 15:10      | Parciales: 10-19, 16-16, 17-16, 21-15               | Parciales: 10-19, 16-16, 17-16, 21-15 | Parciales: 10-19, 16-16, 17-16, 21-15                           |                                                                                              |  |
|            | Estadísticas A. Reyes 18 J. Centeno 8 Y. González 4 | Reporte Pts Reb Asts                  | Estadísticas 15 M. Monteiro 8 N. Kemm 5 M. Monteiro, M. Vázquez | Pabellón: Estadio Obras Sanitarias Árbitros: Samuel Hidalgo Gastón Rodríguez Juan Valenzuela |  |

#### Partido por el 3.º puesto
| 9 de junio | República Dominicana                                  | 67–89                                 | Canadá                                             | Buenos Aires                                                                                 |  |
| 17:40      | Parciales: 14-23, 26-23, 15-24, 12-19                 | Parciales: 14-23, 26-23, 15-24, 12-19 | Parciales: 14-23, 26-23, 15-24, 12-19              |                                                                                              |  |
|            | Estadísticas F. de los Santos 17 A. Díaz 8 A. Brito 3 | Reporte Pts Reb Asts                  | Estadísticas 23 E. Oliogu 11 S. Ahrens 7 E. Oliogu | Pabellón: Estadio Obras Sanitarias Árbitros: Carmelo de la Rosa Ryan Johnson Alan dos Santos |  |

#### Final
| 9 de junio | Argentina                                                  | 70–110                                | Estados Unidos                                              | Buenos Aires                                                                        |  |
| 20:10      | Parciales: 23-24, 13-28, 14-37, 20-21                      | Parciales: 23-24, 13-28, 14-37, 20-21 | Parciales: 23-24, 13-28, 14-37, 20-21                       |                                                                                     |  |
|            | Estadísticas T. Kropp 20 T. Kropp, F. Minzer 9 B. Farías 8 | Reporte Pts Reb Asts                  | Estadísticas 26 D. Acuff 8 N. Khamenia 9 M. Brown, D. Acuff | Pabellón: Estadio Obras Sanitarias Árbitros: Kristian Páez Kevin Lei Fernando Leite |  |

## Clasificación final
| Pos.              | Equipo               | Pts | G-P | PF  | PC  | Dif. |
| ----------------- | -------------------- | --- | --- | --- | --- | ---- |
| Medalla de oro    | Estados Unidos       | 12  | 6-0 | 641 | 382 | +259 |
| Medalla de plata  | Argentina            | 9   | 3-3 | 465 | 486 | −21  |
| Medalla de bronce | Canadá               | 10  | 4-2 | 489 | 428 | +61  |
| 4.º               | República Dominicana | 10  | 4-2 | 453 | 425 | +28  |
| 5.º               | Brasil               | 9   | 3-3 | 438 | 453 | −15  |
| 6.º               | Venezuela            | 8   | 2-4 | 422 | 482 | −60  |
| 7.º               | Puerto Rico          | 7   | 1-5 | 377 | 456 | −79  |
| 8.º               | Belice               | 7   | 1-5 | 433 | 606 | −173 |

     – Clasificados al Campeonato Mundial de Baloncesto Sub-19 de 2025.
| - Danny Carbuccia - Mikel Brown Jr. - Darius Acuff Jr. (MVP) - Tristan Beckford - Tyler Kropp | - Josiah Moseley - Nolan Kemm - Felipe Minzer - Jeiminson Márquez - Daniel Jacobsen |